# Seznam medailistů na mistrovství světa v biatlonu – štafeta mužů
Seznam medailistů na mistrovství světa v biatlonu ze štafet mužů představuje chronologický přehled stupňů vítězů ve štafetách mužů na 4 x 7,5 km na mistrovství světa konaného pravidelně od roku 1958 oficiálně od 1966 s výjimkou olympijských ročníků.

## Štafeta (4 × 7,5 km)
| Rok  | Dějiště                | Zlato                                                                                   | Stříbro                                                                                 | Bronz                                                                                        |
| ---- | ---------------------- | --------------------------------------------------------------------------------------- | --------------------------------------------------------------------------------------- | -------------------------------------------------------------------------------------------- |
| 1958 | Saalfelden             | Švédsko Adolf Wiklund Olle Gunneriusson Sture Ohlin                                     | Sovětský svaz Viktor Butakov Valentin Pšenicyn Dmitrij Sokolov                          | Norsko Arvid Nyberg Asbjørn Bakken Knut Wold                                                 |
| 1959 | Courmayeur             | Sovětský svaz Vladimir Melanin Dmitrij Sokolov Valentin Pšenicyn                        | Švédsko Sven Agge Adolf Wiklund Sture Ohlin                                             | Norsko Knut Wold Henry Hermansen Ivar Skogsrud                                               |
| 1961 | Umeå                   | Finsko Kalevi Huuskonen Paavo Repo Antti Tyrväinen                                      | Sovětský svaz Aleksander Priwałow Valentin Pšenicyn Dmitrij Sokolov                     | Švédsko Klas Lestander Tage Lundin Stig Anersson                                             |
| 1962 | Hämeenlinna-Tavastehus | Sovětský svaz Vladimir Melanin Valentin Pšenicyn Nikołaj Puzanow                        | Finsko Antti Tyrväinen Hannu Posti Kalevi Huuskonen                                     | Norsko Jon Istad Olav Jordet Henry Hermansen                                                 |
| 1963 | Seefeld in Tirol       | Sovětský svaz Vladimir Melanin Nikołaj Mieszczariakow Valentin Pšenicyn                 | Finsko Antti Tyrväinen Hannu Posti Veikko Hakulinen                                     | Norsko Jon Istad Olav Jordet Egil Nygård                                                     |
| 1965 | Elverum                | Norsko Olav Jordet Ola Wærhaug Ivar Nordkild                                            | Sovětský svaz Nikołaj Puzanow Vladimir Melanin Wasilij Makarow                          | Polsko Stanisław Szczepaniak Józef Rubiś Józef Gąsienica Sobczak                             |
| 1966 | Garmisch-Partenkirchen | Norsko Jon Istad Ragnar Tveiten Ivar Nordkild Olav Jordet                               | Polsko Józef Gąsienica Sobczak Stanisław Szczepaniak Stanisław Łukaszczyk Józef Rubiś   | Švédsko Olle Petrusson Tore Eriksson Holmfrid Olsson Sture Ohlin                             |
| 1967 | Altenberg              | Norsko Jon Istad Ragnar Tveiten Ola Wærhaug Olav Jordet                                 | Sovětský svaz Alexandr Tichonov Wiktor Mamatow Rinat Safin Nikołaj Puzanow              | Švédsko Olle Petrusson Tore Eriksson Holmfrid Olsson Sture Ohlin                             |
| 1969 | Zakopané               | Sovětský svaz Alexandr Tichonov Wiktor Mamatow Rinat Safin Władimir Gundarcew           | Norsko Jon Istad Ragnar Tveiten Magnar Solberg Esten Gjelten                            | Finsko Kalevi Vähäkylä Mauri Röppänen Mauno Peltonen Esko Marttinen                          |
| 1970 | Östersund              | Sovětský svaz Alexandr Tichonov Wiktor Mamatow Rinat Safin Aleksander Uszakow           | Norsko Tor Svendsberget Ragnar Tveiten Magnar Solberg Esten Gjelten                     | Východní Německo Hans-Gert Jahn Hansjörg Knauthe Dieter Speer Horst Koschka                  |
| 1971 | Hämeenlinna-Tavastehus | Sovětský svaz Alexandr Tichonov Wiktor Mamatow Rinat Safin Nikołaj Muchitow             | Norsko Tor Svendsberget Ragnar Tveiten Magnar Solberg Ivar Nordkild                     | Polsko Józef Różak Andrzej Rapacz Aleksander Klima Józef Stopka                              |
| 1973 | Lake Placid            | Sovětský svaz Alexandr Tichonov Rinat Safin Jurij Kołmakow Giennadij Kowalow            | Norsko Tor Svendsberget Esten Gjelten Ragnar Tveiten Kjell Hovda                        | Východní Německo Dieter Speer Manfred Geyer Herbert Wiegand Günther Bartnick                 |
| 1974 | Minsk                  | Sovětský svaz Alexandr Tichonov Aleksander Uszakow Nikolaj Kruglov Jurij Kołmakow       | Finsko Simo Halonen Carl-Henrik Flöjt Juhani Suutarinen Heikki Ikola                    | Norsko Kjell Hovda Kåre Hovda Terje Hanssen Tor Svendsberget                                 |
| 1975 | Anterselva             | Finsko Carl-Henrik Flöjt Simo Halonen Juhani Suutarinen Heikki Ikola                    | Sovětský svaz Alexandr Tichonov Aleksander Jelizarow Aleksander Uszakow Nikolaj Kruglov | Polsko Jan Szpunar Andrzej Rapacz Ludwik Zięba Wojciech Truchan                              |
| 1977 | Lillehammer            | Sovětský svaz Alexandr Tichonov Aleksander Jelizarow Aleksander Uszakow Nikolaj Kruglov | Finsko Erkki Antila Raimo Seppänen Simo Halonen Heikki Ikola                            | Východní Německo Manfred Beer Klaus Siebert Frank Ullrich Manfred Geyer                      |
| 1978 | Hochfilzen             | Východní Německo Manfred Beer Frank Ullrich Klaus Siebert Eberhard Rösch                | Norsko Odd Lirhus Sigleif Johansen Roar Nilsen Tor Svendsberget                         | Západní Německo Gerhard Winkler Andreas Schweiger Hansi Estner Heinrich Mehringer            |
| 1979 | Ruhpolding             | Východní Německo Manfred Beer Klaus Siebert Frank Ullrich Eberhard Rösch                | Finsko Simo Halonen Heikki Ikola Erkki Antila Raimo Seppänen                            | Sovětský svaz Władimir Alikin Władimir Barnaszow Nikolaj Kruglov Alexandr Tichonov           |
| 1981 | Lahti                  | Východní Německo Mathias Jung Matthias Jacob Frank Ullrich Eberhard Rösch               | Západní Německo Peter Angerer Andreas Schweiger Fritz Fischer Franz Bernreiter          | Sovětský svaz Władimir Alikin Anatolij Aljabjev Władimir Barnaszow Władimir Gawrikow         |
| 1982 | Minsk                  | Východní Německo Frank Ullrich Mathias Jung Matthias Jacob Bernd Helmich                | Norsko Eirik Kvalfoss Kjell Søbak Odd Lirhus Rolf Storsveen                             | Sovětský svaz Władimir Alikin Anatolij Aljabjev Władimir Barnaszow Wiktor Siemionow          |
| 1983 | Anterselva             | Sovětský svaz Algimantas Šalna Jurij Kaszkarow Piotr Miłoradow Siergiej Bułygin         | Východní Německo Frank Ullrich Mathias Jung Matthias Jacob Frank-Peter Roetsch          | Norsko Kjell Søbak Eirik Kvalfoss Odd Lirhus Øyvind Nerhagen                                 |
| 1985 | Ruhpolding             | Sovětský svaz Jurij Kaszkarow Algimantas Šalna Siergiej Bułygin Andriej Zenkow          | Východní Německo Frank-Peter Roetsch Matthias Jacob Ralf Göthel Andre Sehmisch          | Západní Německo Peter Angerer Walter Pichler Fritz Fischer Herbert Fritzenwenger             |
| 1986 | Oslo                   | Sovětský svaz Jurij Kaszkarow Dmitrij Wasiliew Walerij Miedwiedcew Siergiej Bułygin     | Východní Německo Jürgen Wirth Frank-Peter Roetsch Matthias Jacob Andre Sehmisch         | Itálie Werner Kiem Gottlieb Taschler Johann Passler Andreas Zingerle                         |
| 1987 | Lake Placid            | Východní Německo Frank-Peter Roetsch Matthias Jacob Andre Sehmisch Jürgen Wirth         | Sovětský svaz Dmitrij Wasiliew Jurij Kaszkarow Aleksander Popow Walerij Miedwiedcew     | Západní Německo Ernst Reiter Herbert Fritzenwenger Peter Angerer Fritz Fischer               |
| 1989 | Feistritz              | Východní Německo Frank Luck Andre Sehmisch Birk Anders Frank-Peter Roetsch              | Sovětský svaz Jurij Kaszkarow Siergiej Czepikow Aleksander Popow Siergiej Bułygin       | Norsko Geir Einang Sylfest Glimsdal Gisle Fenne Eirik Kvalfoss                               |
| 1990 | Kontiolahti            | Itálie Pieralberto Carrara Wilfried Pallhuber Johann Passler Andreas Zingerle           | Francie Christian Dumont Xavier Blond Hervé Flandin Thierry Gerbier                     | Východní Německo Frank Luck Andre Sehmisch Mark Kirchner Birk Anders                         |
| 1991 | Lahti                  | Německo Ricco Groß Frank Luck Mark Kirchner Fritz Fischer                               | Sovětský svaz Jurij Kaszkarow Aleksander Popow Sergej Tarasov Siergiej Czepikow         | Norsko Geir Einang Eirik Kvalfoss Jon Åge Tyldum Gisle Fenne                                 |
| 1993 | Borowec                | Itálie Wilfried Pallhuber Johann Passler Pieralberto Carrara Andreas Zingerle           | Rusko Walerij Miedwiedcew Walerij Kirijenko Sergej Tarasov Siergiej Czepikow            | Německo Sven Fischer Frank Luck Mark Kirchner Jens Steinigen                                 |
| 1995 | Anterselva             | Německo Ricco Groß Mark Kirchner Frank Luck Sven Fischer                                | Francie Lionel Laurent Patrice Bailly-Salins Thierry Dusserre Hervé Flandin             | Bělorusko Igor Chochrjakow Aleksander Popow Aleh Ryżenkau Wadim Saszurin                     |
| 1996 | Ruhpolding             | Rusko Wiktor Maigurow Władimir Draczew Sergej Tarasov Aleksiej Kobielew                 | Německo Ricco Groß Peter Sendel Frank Luck Sven Fischer                                 | Bělorusko Alaksiej Ajdarau Aleh Ryżenkau Wadim Saszurin Aleksander Popow                     |
| 1997 | Brezno-Osrblie         | Německo Ricco Groß Peter Sendel Sven Fischer Frank Luck                                 | Norsko Egil Gjelland Jon Åge Tyldum Dag Bjørndalen Ole Einar Bjørndalen                 | Itálie René Cattarinussi Wilfried Pallhuber Patrick Favre Pieralberto Carrara                |
| 1999 | Kontiolahti            | Bělorusko Alaksiej Ajdarau Petr Iwaszko Wadim Saszurin Aleh Ryżenkau                    | Rusko Wiktor Maigurow Władimir Draczew Sergej Rožkov Pawieł Rostowcew                   | Norsko Halvard Hanevold Dag Bjørndalen Frode Andresen Ole Einar Bjørndalen                   |
| 2000 | Lahti                  | Rusko Wiktor Maigurow Sergej Rožkov Władimir Draczew Pawieł Rostowcew                   | Norsko Egil Gjelland Frode Andresen Halvard Hanevold Ole Einar Bjørndalen               | Německo Frank Luck Peter Sendel Sven Fischer Ricco Groß                                      |
| 2001 | Pokljuka               | Francie Gilles Marguet Vincent Defrasne Julien Robert Raphaël Poirée                    | Bělorusko Alaksiej Ajdarau Aleksander Syman Aleh Ryżenkau Wadim Saszurin                | Norsko Egil Gjelland Frode Andresen Halvard Hanevold Ole Einar Bjørndalen                    |
| 2003 | Chanty-Mansijsk        | Německo Peter Sendel Sven Fischer Ricco Groß Frank Luck                                 | Rusko Wiktor Maigurow Pawieł Rostowcew Sergej Rožkov Siergiej Czepikow                  | Bělorusko Alaksiej Ajdarau Władimir Draczew Rustam Waliullin Aleh Ryżenkau                   |
| 2004 | Oberhof                | Německo Frank Luck Ricco Groß Sven Fischer Michael Greis                                | Norsko Halvard Hanevold Lars Berger Egil Gjelland Ole Einar Bjørndalen                  | Francie Ferreol Cannard Vincent Defrasne Julien Robert Raphaël Poirée                        |
| 2005 | Hochfilzen             | Norsko Halvard Hanevold Stian Eckhoff Egil Gjelland Ole Einar Bjørndalen                | Rusko Sergej Rožkov Nikolaj Kruglov Pawieł Rostowcew Siergiej Czepikow                  | Rakousko Daniel Mesotitsch Friedrich Pinter Wolfgang Rottmann Christoph Sumann               |
| 2007 | Anterselva             | Rusko Ivan Čerezov Maksim Czudow Dmitrij Jaroszenko Nikolaj Kruglov                     | Norsko Halvard Hanevold Lars Berger Frode Andresen Ole Einar Bjørndalen                 | Německo Michael Rösch Ricco Groß Sven Fischer Michael Greis                                  |
| 2008 | Östersund              | Rusko Ivan Čerezov Nikolaj Kruglov Dmitrij Jaroszenko Maksim Czudow                     | Norsko Emil Hegle Svendsen Rune Bratsveen Halvard Hanevold Ole Einar Bjørndalen         | Německo Michael Rösch Alexander Wolf Andreas Birnbacher Michael Greis                        |
| 2009 | Pchjongčchang          | Norsko Emil Hegle Svendsen Lars Berger Halvard Hanevold Ole Einar Bjørndalen            | Rakousko Daniel Mesotitsch Simon Eder Dominik Landertinger Christoph Sumann             | Německo Michael Rösch Christoph Stephan Arnd Peiffer Michael Greis                           |
| 2011 | Chanty-Mansijsk        | Norsko Ole Einar Bjørndalen Alexander Os Emil Hegle Svendsen Tarjei Bø                  | Rusko Anton Šipulin Jevgenij Usťugov Maxim Maximov Ivan Čerezov                         | Ukrajina Ołeksandr Biłanenko Andrij Deryzemla Serhij Semenov Serhij Sedniew                  |
| 2012 | Ruhpolding             | Norsko Ole Einar Bjørndalen Rune Brattsveen Tarjei Bø Emil Hegle Svendsen               | Francie Jean-Guillaume Béatrix Simon Fourcade Alexis Bœuf Martin Fourcade               | Německo Simon Schempp Andreas Birnbacher Michael Greis Arnd Peiffer                          |
| 2013 | Nové Město na Moravě   | Norsko Ole Einar Bjørndalen Henrik L'Abée-Lund Tarjei Bø Emil Hegle Svendsen            | Francie Simon Fourcade Jean-Guillaume Béatrix Alexis Bœuf Martin Fourcade               | Německo Simon Schempp Andreas Birnbacher Arnd Peiffer Erik Lesser                            |
| 2015 | Kontiolahti            | Německo Erik Lesser Daniel Böhm Arnd Peiffer Simon Schempp                              | Norsko Ole Einar Bjørndalen Tarjei Bø Johannes Thingnes Bø Emil Hegle Svendsen          | Francie Simon Fourcade Jean-Guillaume Béatrix Quentin Fillon Maillet Martin Fourcade         |
| 2016 | Oslo                   | Norsko Ole Einar Bjørndalen Tarjei Bø Johannes Thingnes Bø Emil Hegle Svendsen          | Německo Erik Lesser Benedikt Doll Arnd Peiffer Simon Schempp                            | Kanada Christian Gow Nathan Smith Scott Gow Brendan Green                                    |
| 2017 | Hochfilzen             | Rusko Alexej Volkov Maxim Cvetkov Anton Babikov Anton Šipulin                           | Francie Jean-Guillaume Béatrix Quentin Fillon Maillet Simon Desthieux Martin Fourcade   | Rakousko Daniel Mesotitsch Julian Eberhard Simon Eder Dominik Landertinger                   |
| 2019 | Östersund              | Norsko Lars Helge Birkeland Vetle Sjåstad Christiansen Tarjei Bø Johannes Thingnes Bø   | Německo Erik Lesser Roman Rees Arnd Peiffer Benedikt Doll                               | Rusko Matvej Jelisejev Nikita Poršněv Dmitrij Malyško Alexandr Loginov                       |
| 2020 | Anterselva             | Francie Émilien Jacquelin Martin Fourcade Simon Desthieux Quentin Fillon Maillet        | Norsko Vetle Sjåstad Christiansen Johannes Dale Tarjei Bø Johannes Thingnes Bø          | Německo Erik Lesser Philipp Horn Arnd Peiffer Benedikt Doll                                  |
| 2021 | Pokljuka               | NorskoSturla Holm Laegreid Tarjei Bø Johannes Thingnes Bø Vetle Sjåstad Christiansen    | ŠvédskoPeppe Femling Jesper Nelin Martin Ponsiluoma Sebastian Samuelsson                | Ruská biatlonová unieSaid Karimulla Chalili Matvej Jelisejev Alexandr Loginov Eduard Latypov |
| 2023 | Oberhof                | FrancieAntonin Guigonnat Fabien Claude Émilien Jacquelin Quentin Fillon Maillet         | NorskoVetle Sjåstad Christiansen Tarjei Bø Sturla Holm Laegreid Johannes Thingnes Bø    | ŠvédskoPeppe Femling Martin Ponsiluoma Jesper Nelin Sebastian Samuelsson                     |
| 2024 | Nové Město na Moravě   | ŠvédskoViktor Brandt Jesper Nelin Martin Ponsiluoma Sebastian Samuelsson                | NorskoSturla Holm Laegreid Tarjei Bø Johannes Thingnes Bø Vetle Sjåstad Christiansen    | FrancieÉric Perrot Fabien Claude Émilien Jacquelin Quentin Fillon Maillet                    |
| 2025 | Lenzerheide            | NorskoEndre Strømsheim Tarjei Bø Sturla Holm Laegreid Johannes Thingnes Bø              | FrancieÉmilien Claude Fabien Claude Éric Perrot Quentin Fillon Maillet                  | NěmeckoPhilipp Nawrath Danilo Riethmüller Johannes Kühn Philipp Horn                         |
| 2027 | Otepää                 |                                                                                         |                                                                                         |                                                                                              |